# Вилхелм II фон Зомбрефе
Вилхелм II фон Зомбрефе (на немски: Wilhelm II von Sombreffe; † 5 септември 1475) е благородник от род Зомбрефе (в Белгия), господар на замък Керпен (в Айфел), Рекхайм (в Ланакен, Белгия), Грандлец, Томбург и Ландскрон в Северен Рейн-Вестфалия.
Той е син на Вилхелм I фон Зомбрефе († март 1400) и съпругата му Маргарета фон Керпен-Моресторф, наследничка на Керпен, дъщеря на Йохан фон Керпен-Моресторф († сл. 1387) и Елизабет фон Фльорхинген († сл. 1355).
Вилхелм II фон Зомбрефе купува 1446 и 1448 г. замък Керпен от своя братовчед Конрад фон Керпен-Мьорсдорф. Замъкът Керпен е наследен от внучката му Маргарета (1489 – 1518), дъщерята на син му Фридрих I фон Зомбрефе, омъжена 1506 г. за граф Дитрих IV фон Мандершайд (1481 – 1551).

## Фамилия
Вилхелм II фон Зомбрефе се жени за Изабо Шабот, даме де Колонстер († пр. 21 ноември 1436), дъщеря на Жак Шабот, майор на Лиеж († сл. 1410) и Мария Вилде де с'Треверсдорп. Те имат децата:
- Маргарета, омъжена за Матиас фон Шьонфелд
- Елизабет фон Зомбрефе († пр. 1469), омъжена на 29 септември 1446 г. за Хайнрих V фон Пирмонт-Еренбург († сл. 1487), брат на мащехата ѝ Агнес фон Пирмонт.
- Мария де Зомбрефе, омъжена 1448 г. за Гизберт ван Вахтендонк († 23 ноември 1484)
- Вилхелм III де Зомбрефе († сл. 20 август 1489), господар на Керпен, Рекхайм и Томбург, женен I. пр. 24 юли 1460 г. за Елизабет Квад фон Ландскрон, II. на 2 октомври 1481 г. в Маастрихт за Беатрикс де Мероде († 8 юни 1496), III. има ок. 1450 г. незаконен син от връзка с неизвестна

Вилхелм II фон Зомбрефе се жени втори път пр. 21 ноември 1436 г. за Гертруд фон Зафенберг († 1444/1 май 1460), вдовица на Петер фон Айх, господар на Олбрюк († сл. 1429) и на Йохан Валдбот фон Басенхайм, фогт на Льовенберг († 1432), дъщеря на Крафто фон Зафенберг, господар на Томбург и Ландскрон († 1448) и Елизабет фон Томбург († 1430). Те имат един син:
- Фридрих I фон Зомбрефе († между 1 септември 1488 – 18 февруари 1489), господар на Керпен, Грандлез, Томбург и Ландскрон, женен между 1 януари и 23 април 1471 г. за графиня Елизабет фон Нойенар († 1484); имат дъщеря Маргарета (1489 – 1518), омъжена 1506 г. за граф Дитрих IV фон Мандершайд (1481 – 1551).

Вилхелм II фон Зомбрефе се жени трти път на 29 септември 1446 г. за Агнес фон Пирмонт († сл. 1473), вдовица на Йохан фон Палант († 3 ноември 1444), сестра на Хайнрих V фон Пирмонт-Еренбург († сл. 1487), дъщеря на Куно IX фон Пирмонт-Еренбург († 1447) и Маргарета фон Шьоненберг († 1439). Бракът е бездетен.

## Галерия
- Замък Зомбрефе
- Дворец Рекхайм/Рекем (1626)